# Мазандеранська мова
Мазандеранська мова (самоназва — مازرونی زیوون, Mazandarani або Tabari), також відома під назвами Mazeniki, Taperki — іранська мова північно-західної гілки. Поширена в основному в іранських провінціях Мазандаран та Голестан.
Мазендаранці практично всі двомовні (друга мова — перська).
Перси частково можуть розуміти мазендеранську мову, хоча граматика і словник останньої архаїчніші ніж у фарсі.

## Історія
Серед живих іранських мов мазандеранська має одну з найбільш довгих письмових традицій, з 10 до 15 століть, коли Мазендеран користувався відносною незалежністю. Мазандаранською мовою створена багата література, зокрема, Марзбан-наме (пізніше ця праця перекладена на перську мову), поема Амір Пазеварі. Однак з 15 ст. намітився занепад у використанні мазандеранської мови, оскільки місцева адміністрація почала переходити і в 17 ст. остаточно перейшла на перську мову..
Мазандеранська мова — найближчий родич гілянської (ґілакі), зі значною схожістю в лексиці і граматиці. Обидві зазначені мови, на відміну від перської, не підпали під вплив сусідніх арабської і тюркських мов.
Разом з мовою ґілакі має типологічну подібність з кавказькими мовами

## Граматика
Мазандаранська мова — флективна. Категорія граматичного роду відсутня. Звичайний порядок слів — SVO.

### Морфологія
| Відмінок  | Позиція   | Значення     |
| Səre-a    | номінатив | Дім          |
| Səre re   | аккузатив | Дім          |
| Səreo     | вокатив   | О будинок!   |
| Səreşe    | Родовий   | Будинку      |
| Səre re   | датив     | Дому         |
| Səre Həje | аблатив   | Біля будинку |

| Прикметник | Позиція      | Значення        |
| And-e Səre | аплікатив    |                 |
| Gat Səre   | компаратив   | Великий будинок |
| Ota Səre   | детермінатив | Цей будинок     |
| Səre       | Суперлатив   | Xaar Səre       |

#### Суфікси
Мазандеранська мова — синтетична і використовує велику кількість суфіксів для утворення прикметників, дієслів та особливо іменників.

## Правопис

### Персо-арабський алфавіт і романізація
Мазендеранська користується персо-арабським алфавітом. Латиницю для мазендеранського алфавіту запропонував Джахангір Наср Ашраф для використання в словниках як транслітерації.

## Лексика
Мазандеранська мова зберегла ряд архаїчних індоєвропейських слів, які зникли в інших іранських мовах, в тому числі у перській. Нижче наведено список декількох мазандеранських слів у порівнянні з їх англійськими «родичами».
| Англійська      | Мазандеранська                                   | Перська           | Тип                |
| --------------- | ------------------------------------------------ | ----------------- | ------------------ |
| New             | Neu                                              | Nau / no          | Прикметник         |
| Great           | Geat                                             | Bozorg            | Прикметник         |
| Better          | Better                                           | Behtar            | Прислівник         |
| Been            | Bine                                             | Budeh / Shodeh    | Допоміжне дієслово |
| Be              | Be                                               | Budan             | Інфінітив          |
| Moon            | Moong                                            | Mâh               | Іменник            |
| Tulip           | Tulip                                            | Lâleh             | Іменник            |
| Cow             | Guw                                              | Gâv Mâda          | Іменник            |
| My              | Me                                               | az man            | Займенник          |
| Let (нім. lass) | Lass                                             | Derang            | Дієслово           |
| Gab             | Gab (у перській — запозичення з мазандеранської) | Goftogu Дієслово  |                    |
| Right           | Rast                                             | Râst / Haq / Amud | Прикметник         |

## Вплив мазандеранської на інші мови

### Сучасний Іран
В Ірані існує безліч компаній, назви яких утворені від мазандеранських слів.

### Неіранські мови
Ряд мазандеранських запозичень є в туркменській. Санскрит також має ряд спільних слів з мазандеранською — наприклад, vrika — санскр. «Вовк», в мазандеранській — varg (як і в шведській).
Дану схожість можна пояснити загальними індоєвропейськими ідентичностями, а не прямим запозиченням.